# Candelaro (Foggia)
Candelaro (Cande' lr' in foggiano) è un quartiere di Foggia situato all'estrema periferia nord della città. Sviluppatosi subito dopo l'epoca fascista, a partire dagli anni '50, negli anni è diventato uno dei quartieri più popolosi della città.

## Storia
Prima e durante la seconda guerra mondiale, esistevano solo i due viali che ora sono i principali del rione, ovvero via San Severo e via Lucera. A sud confina con il quartiere più ricco di tradizioni della città: Borgo Croci; proprio per la sua posizione rispetto al borgo, oggi viene denominato ufficialmente Borgo Croci nord, circoscrizione di cui faceva parte.

## Istruzione e attività sportive
Nel quartiere è presente una scuola primaria "S.Chiara" e una scuola secondaria di 1°"Foscolo-Altamura", oltre a due scuole dell'infanzia. Nel quartiere è presente una polisportiva dove è presente un campo da basket all'aperto, due campi da calcio, uno a 11, l'altro a 5 e infine un campo da tennis.
È presente inoltre anche un gruppo ultras (Candelaro 1968)  che fa parte della Curva Nord Franco Mancini di Foggia.

## Monumenti e luoghi d'interesse

Chiesa di Sant'Alfonso.

- Chiesa di Sant'Alfonso Maria de Liguori, per il bicentenario dell'apparizione della Madonna dei sette veli, Monsignor Farina ebbe l'idea di costruire una Chiesa in onore di Sant'Alfonso. Solo nel 1979 la Chiesa fu benedetta e aprì ufficialmente.
- Chiesa del Sacro Cuore di Gesù, eretta nel 1931 come parrocchia, fu distrutta durante i bombardamenti di Foggia del 1943. Il Monsignor Giuseppe Amici, con i fondi post bellici la fece ricostruire e così prese il nome nel 1956 di Sacro Cuore di Gesù.
- Sala del regno dei Testimoni di Geova.
- Parco San Felice.